# 三忠祠
三忠祠，是祭祀鴉片戰爭期間在定海之戰中為國捐軀的三位總兵葛雲飛、王锡朋、鄭國鴻的專祠。位於浙江省舟山市定海區。現為浙江省文物保護單位。

## 歷史
爲旌表定海之戰中為國捐軀的葛雲飛、王锡朋、鄭國鴻三位總兵，清宣宗下詔，待定海收復之後，在當地建立專祠，并在原籍各建专祠。道光二十六年（1846年），中英訂立《退還舟山條約》，英軍退出定海，清廷方得以開始修建三忠祠。由於資金緊張，在原關帝廟啟忠祠附祭。光緒十年（1884年）台州知府成邦干重建。其原址在城內和昌弄庭佐小学內。1989年12月12日，三忠祠成為浙江省文物保護單位。1995年，三忠祠遷往竹山晓峰岭南岗墩，并建立定海鴉片戰爭紀念館。

## 建築
三忠祠建筑面积580平方米，有前、后大殿及东西厢房等组成。后大殿面阔五间，明间抬梁式，左右次、尽之间为穿斗结构，用七桁，中有三总兵塑像，且立有“新建三忠祠碑记”及“迁建三忠祠碑记”各一通。分别为清光绪年间重建及1990年代迁建时所立。